# المؤتلف والمختلف
المؤتلف والمختلف هو كتاب ألفه الدارقطني في الأسماء والكنى والأنساب، ويعتبر من أهم وأول المصنفات في هذا العلم، ومعظم مادته في أسماء الأشخاص التي يقع الاشتباه باسمائهم أو كناهم أو القابهم.كذلك ما يأتلف وما يختلف في أسماء القبائل وانسابها ومن ينتسب إليها نقلا عن أئمة النسابين. وقد رتب الكتاب على أساس الحروف في المعجم. وتوجد من الكتاب نسختان : النسخة التيمورية في دار الكتب المصرية وهي ناقصة، والثانية من سراي مدينة في تركيا.